# Posynomialfunktion
Eine Posynomialfunktion (auch Posinomialfunktion geschrieben) und die damit eng verbundene Monomialfunktion sind Funktionen, die bei der Formulierung von geometrischen Programmen verwendet werden. Sie lassen sich als Verallgemeinerung von Polynomfunktionen in mehreren Variablen auffassen, da beliebige reelle Exponenten zugelassen sind.

## Definition
Sei {\displaystyle \mathbb {R} _{++}^{n}:=\{x\in \mathbb {R} ^{n}\,|\,x_{i}>0}  für {\displaystyle i=1,\dots ,n\}} sowie {\displaystyle c_{k}>0} für {\displaystyle k=1,\dots ,N}. Dann heißt die Funktion
{\displaystyle f\colon \mathbb {R} _{++}^{n}\to \mathbb {R} }
{\displaystyle f(x_{1},\dots ,x_{n})=\sum _{k=1}^{N}c_{k}x_{1}^{a_{1,k}}\cdot \dots \cdot x_{n}^{a_{n,k}}}
eine Posynomialfunktion. Dabei sind alle {\displaystyle a_{i,j}\in \mathbb {R} }. Besteht die Summe aus nur einem Summenglied, so spricht man von einer Monomialfunktion.

## Beispiel
Die Funktion
{\displaystyle f(x_{1},x_{2})={\frac {{\sqrt {x_{1}}}x_{2}+x_{2}^{2{,}3}}{x_{1}x_{2}}}}
ist eine Posynomialfunktion, sie besitzt die Normaldarstellung
{\displaystyle f(x_{1},x_{2})=x_{1}^{-0{,}5}+x_{1}^{-1}x_{2}^{1{,}3}}
Die Funktion
{\displaystyle f(x_{1},x_{2},x_{3})={\frac {x_{1}^{17}x_{2}}{x_{3}^{\sqrt {2}}}}}
ist eine Monomialfunktion,  sie besitzt die Normaldarstellung
{\displaystyle f(x_{1},x_{2},x_{3})=x_{1}^{17}x_{2}x_{3}^{-{\sqrt {2}}}}

## Eigenschaften
- Posynomialfunktionen sind abgeschlossen unter Addition, Multiplikation und der Multiplikation mit positiven Skalaren.
- Monomialfunktionen sind abgeschlossen unter Multiplikation, Division und positiver Skalierung.
- Die Posynomialfunktionen bilden also insbesondere einen konvexen Kegel im Vektorraum aller Funktionen {\displaystyle \mathbb {R} _{++}^{n}\to \mathbb {R} }, die Monomialfunktionen immerhin noch einen (punktierten) linearen Unterkegel.